# ISO 3166-2:IR
Die Liste der ISO-3166-2-Codes für  Iran enthält die Codes für die 31 iranischen Provinzen.

Die Codes bestehen aus zwei Teilen, die durch einen Bindestrich voneinander getrennt sind. Der erste Teil gibt den Landescode gemäß ISO 3166-1 (für  Iran IR), der zweite den Code für die Provinz wieder.
Die aktuellen Codes stehen auf der Seite der ISO unter #iso:code:3166:IR zur Verfügung.

Im zweiten Newsletter (ISO 3166-2:2002-05-21) der ISO wurden zwei neue Provinzen aufgenommen sowie die Namen zweier Provinzen korrigiert. Im achten Newsletter (ISO 3166-2:2007-04-17) wurde die alte Provinz Chorasan in die drei Provinzen Nord-Chorasan, Süd-Chorasan und Razavi-Chorasan aufgeteilt. Der Provinz Alborz wurde im Oktober 2014 ein Code zugeteilt. Im November 2020 wurden alle bis auf zwei Codes ausgetauscht.

Provinzen im Iran

| Provinz                       | bis 2020 gültiger Code | aktueller Code |
| ----------------------------- | ---------------------- | -------------- |
| Alborz                        | IR-32                  | IR-30          |
| Ardabil                       | IR-03                  | IR-24          |
| Buschehr                      | IR-06                  | IR-18          |
| Chuzestan                     | IR-10                  | IR-06          |
| Fars                          | IR-14                  | IR-07          |
| Gilan                         | IR-19                  | IR-01          |
| Golestan                      | IR-27                  | IR-27          |
| Hamadan                       | IR-24                  | IR-13          |
| Hormozgan                     | IR-23                  | IR-22          |
| Ilam                          | IR-05                  | IR-16          |
| Isfahan                       | IR-04                  | IR-10          |
| Kerman                        | IR-15                  | IR-08          |
| Kermanschah                   | IR-17                  | IR-05          |
| Kohgiluye und Boyer Ahmad     | IR-18                  | IR-17          |
| Kurdistan                     | IR-16                  | IR-12          |
| Lorestan                      | IR-20                  | IR-15          |
| Markazi                       | IR-22                  | IR-00          |
| Mazandaran                    | IR-21                  | IR-02          |
| Nord-Chorasan                 | IR-31                  | IR-28          |
| Ost-Aserbaidschan             | IR-01                  | IR-03          |
| Qazvin                        | IR-28                  | IR-26          |
| Ghom                          | IR-26                  | IR-25          |
| Razavi-Chorasan               | IR-30                  | IR-09          |
| Semnan                        | IR-12                  | IR-20          |
| Sistan und Belutschistan      | IR-13                  | IR-11          |
| Süd-Chorasan                  | IR-29                  | IR-29          |
| Teheran                       | IR-07                  | IR-23          |
| Tschahār Mahāl und Bachtiyāri | IR-08                  | IR-14          |
| West-Aserbaidschan            | IR-02                  | IR-04          |
| Yazd                          | IR-25                  | IR-21          |
| Zandschan                     | IR-11                  | IR-19          |